# WE LOVE RADIO!
「WE LOVE RADIO!」（ウィ・ラヴ・レディオ）は、日本民間放送連盟のラジオ委員会によって製作され、その全加盟局99局（2022年4月時点）によって放送される特別番組である。

## 概要
ラジオネットワーク（JRN、NRN、JFN、JFL、MegaNet）の垣根を超えて放送されるラジオの特別番組ならびに特別企画。この番組を放送する局の中にはNACK5やラジオNIKKEIなど前述のネットワークのいずれにも属さない独立局もある。
これまでに放送されたのは4回（2020年4月時点）。その多くは加盟局のラジオ番組においてパーソナリティーをしている芸能人（ミュージシャン・俳優など）同士の対談形式の番組である。
ラジオ媒体の価値を広くアピールし、ラジオを長く愛聴する親世代のリスナー層と、ラジオに馴染みの薄いノンリスナー層や若者層のニ世代をつなぐことを主目的としており、過去4回ともそれぞれのターゲットにあった芸能人を起用している。
実際の番組制作がどこで行われているのかは明らかにされていない。放送開始時間、並びに放送時間は局によって異なる。

## WE LOVE RADIO! ~山下達郎・星野源のラジオ放談
2017年3月3日に放送を発表し、2017年3月20日19:00より、順次放送された番組。
TOKYO FMをキーステーションに、JFN系列で放送されている「山下達郎のサンデー・ソングブック」を担当する山下達郎と、ニッポン放送をキーステーションにNRN系列（例外あり）で放送されている「星野源のオールナイトニッポン」を担当する星野源による対談を、二人と交流があるマンボウやしろがナビゲートする形となった。

## 福山雅治・菅田将暉の WE LOVE RADIO!
正式タイトルは「福山雅治・菅田将暉の WE LOVE RADIO!~ラジオだから話せることがある。ラジオだから出来ることがある。~」。2018年3月12日に放送を発表し、2018年3月21日19:00より、順次放送された番組。TOKYO FMをキーステーションに、JFN系列で放送されている「福山雅治 福のラジオ」を担当する福山雅治と、ニッポン放送をキーステーションにNRN系列（例外あり）で放送されている「菅田将暉のオールナイトニッポン」を担当する菅田将暉による対談番組となる。ナビゲーターは大抜卓人。

## WE LOVE AMURO NAMIE
2018年8月20日に放送を発表し、同年9月16日に音楽界を引退する歌手の安室奈美恵の引退記念特別番組として、9月8日から10日までに放送された。司会進行はラジオDJの秀島史香 が担当し、安室本人もゲストとして出演した。

## WE LOVE RADIO, WE LOVE MUSIC 桑田佳祐のお家(うち)でRADIO～こんな時こそラジオでSMILE！
2020年3月6日に放送を発表。同年3月20日12：00より順次放送された。
同年開催予定だった東京オリンピック・パラリンピックの放送を踏まえた民放共同企画「一緒にやろう2020」のテーマソングを担当する桑田佳祐をキャスティングしており、番組名にもテーマソングのタイトル「SMILE〜晴れ渡る空のように〜」の一部が使われている。
当初は桑田を迎えて東北地方でライブイベントを行いその様子を番組にする予定であったが、新型コロナウィルスの流行に伴い、日常生活において外出を控える生活が推奨されていた事から、桑田が普段レコーディングで使用し、”第2のお家”とも呼ばれているビクター401スタジオを桑田の自宅と見立てて”テレワーク風”にスタジオライブを放送した。ナビゲーターはジョン・カビラ。
新潟県民エフエム放送（FM PORT）とRadio NEOは同年6月30日で閉局したため、今回が最後の放送となった。
本番組終了後の2020年5月9日には第2弾にあたる企画『桑田佳祐のお家でRADIO2～竿だけ一本勝負!!～』を自身のレギュラーラジオ番組『桑田佳祐のやさしい夜遊び』で実施した。この時は『やさしい夜遊び』を制作しているTOKYO FMをキー局とするJFN系列38局のみでの放送だった。なお、この時は本当に桑田の自宅から放送を行った。

## WE LOVE RADIO "スピーカーでラジオを聴こう" 松任谷由実 50th ANNIVERSARY
2022年5月9日 - 5月29日にユーミンリクエストWEEKが開催された。
文化放送『サンスイ ポップジャンボリー』でパーソナリティを務めて以降、断続的にラジオパーソナリティとしても活躍を続け、令和時代になっても『松任谷由実のYuming Chord』（エフエム東京 / JFN）や『松任谷由実のオールナイトニッポンGOLD』（ニッポン放送 / NRN）を通じてラジオで活動を続けるユーミンこと松任谷由実が荒井由実時代から含めて活動50周年を迎えることを記念し、リスナーからユーミン楽曲のリクエストとエピソードを募集。2022年秋リリース予定の50周年記念リクエスト・ベストアルバムの収録楽曲とエピソードを松任谷も選定に参加する形で決定する。
2022年5月16日 - 29日は各局がワイド番組に特設コーナーを設けるか、特別番組という形で各局に寄せられたユーミンリクエストに応えた。
2022年9月25日にはフリーアナウンサーの垣花正と住吉美紀を進行に松任谷由実が語る公開収録をTOKYO FMホールで実施、2022年10月3日 - 9日にかけてWE LOVE RADIO 松任谷由実 50th ANNIVERSARY～日本中、ユーミンに包まれたなら～として放送

## 派生番組

### 民放ラジオ全99局&radiko共同企画 青春ラジオ小説 オートリバース
日本民間放送連盟ラジオ委員会と株式会社radikoによる共同企画で制作されたラジオドラマで、民放ラジオ99局では2020年12月中に1時間の1話完結版として特別番組を放送（「WE LOVE RADIO!」同様、放送時間は統一していない）。一方radikoでは特設サイトを設けた上で、30分×11エピソードとして12月7日から20日までの期間限定で配信されていた。
- 原作：『オートリバース』高崎卓馬著（中央公論新社刊）
- 出演：猪狩蒼弥、作間龍斗（以上HiHi Jets／ジャニーズJr.）、津田寛治、美山加恋、恒松祐里、黒木華ほか